# Zákon o organizaci Ústavního soudu České a Slovenské Federativní Republiky a o řízení před ním
Zákon o organizaci Ústavního soudu České a Slovenské Federativní Republiky a o řízení před ním byl přijat 7. listopadu 1991 Federálním shromážděním. Byl vyhlášen ve Sbírce zákonů pod číslem 491/1991 Sb. Zákon upravoval organizaci Ústavního soudu České a Slovenské Federativní Republiky a řízení před ním. 

## Systematika
Zákon se členil na čtyři části:  
- ČÁST PRVNÍ - ORGANIZACE ÚSTAVNÍHO SOUDU
- ČÁST DRUHÁ - ŘÍZENÍ PŘED ÚSTAVNÍM SOUDEM
- ČÁST TŘETÍ - PROVÁDĚNÍ ROZHODNUTÍ MEZINÁRODNÍCH ORGÁNŮ VE VĚCECH ZÁKLADNÍCH PRÁV A SVOBOD
- ČÁST ČTVRTÁ - USTANOVENÍ PŘECHODNÁ A ZÁVĚREČNÁ

## Derogace
Tento zákon byl zrušen 1. ledna 2024 zákonem o zrušení obsoletních právních předpisů.